# Impasse de l'Enfant-Jésus
L'impasse de l'Enfant-Jésus est une voie située dans le 15e arrondissement de Paris, en France.

## Origine du nom
La voie doit son nom au voisinage de l’ancien « hôpital de l’Enfant-Jésus ». Cet établissement était situé à l’emplacement de l’actuel hôpital Necker-Enfants malades.

## Historique
La voie est ouverte à la fin du XVIIIe siècle.

## Bâtiments remarquables et lieux de mémoire

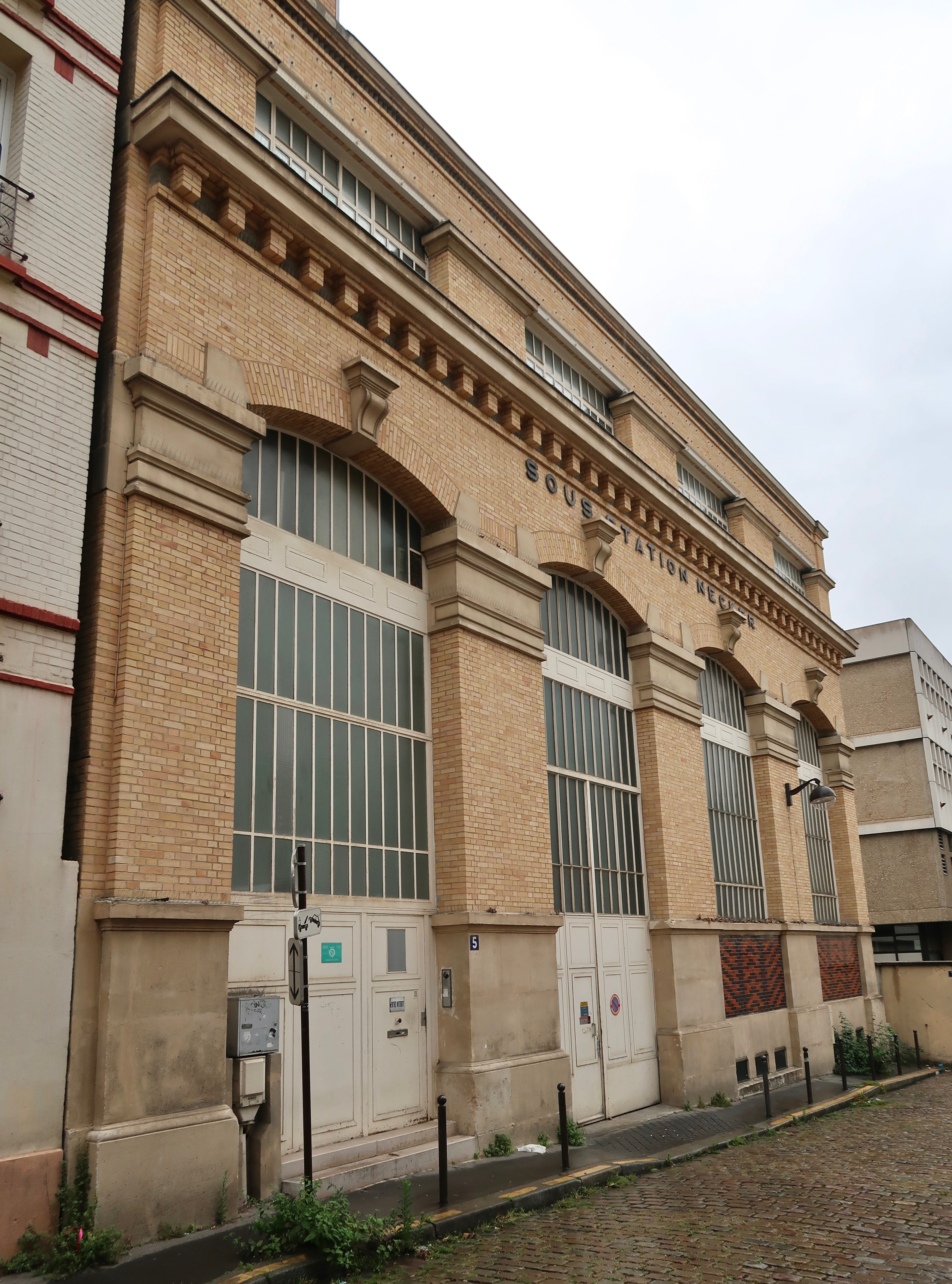
Sous-station Necker.

- No 5 : ancienne sous-station électrique Necker[2].